# Ichneutica chryserythra
Ichneutica chryserythra är en fjärilsart som beskrevs av George Francis Hampson 1905. Ichneutica chryserythra ingår i släktet Ichneutica och familjen nattflyn. Inga underarter finns listade i Catalogue of Life.